# Aleiodes shakirae
Aleiodes shakirae ist ein Hautflügler aus der Familie der Brackwespen (Braconidae). Die Art ist nach der Sängerin Shakira benannt, da durch diese Brackwespe parasitierte Raupen ihren Hinterleib in verschiedener Weise krümmen und drehen und dies die namensgebenden Wissenschaftler an den Bauchtanz von Shakira erinnerte.

## Merkmale

### Weibchen
Der weibliche Holotyp hat eine Länge von 6,0 Millimetern, eine Vorderflügellänge von 5,7 Millimetern und 7,4 Millimeter lange Fühler. Die Körperlänge der Paratypen variiert zwischen 4,5 und 6,2 Millimetern. Der Kopf ist gelb, das Dreieck innerhalb der Punktaugen (Ocelli) ist dunkelbraun. Die Fühler sind dunkel braun-schwarz, der Scapus ist dorsal etwas heller. Das Mesosoma ist gelb, die vordere Ecke des Mesopleuron, das Metanotum und Teile der Lunulae, das Propodeum und Metapleuron sind dunkel braun-schwarz. Nahe der Grenze zum Metapleuron ist das Mesopleuron hell gelblich-weiß, aber direkt an der Grenze schwärzlich. Die Hüften (Coxae) der vorderen und mittleren Beine sind weißlich, Schenkelring (Trochanter) und Trochantellus verdunkeln sich zur Spitze hin von hellgelb bis honigbraun. Die Hüften der Hinterbeine sind an der basalen Hälfte weiß, ansonsten schwarz, Schenkelring und Trochantellus sind schwarz, ventral mit einem weißen Streifen. Die Schenkel (Femora) und Schienen (Tibiae) sind weißlich und haben verdunkelte Bereiche seitlich-mittig und an der Spitze. Die Sporne der Schienen und die Telotarsen sind honigbraun, die übrigen Tarsen sind braun. Die Terga am Metasoma sind schwarz, das vierte bis siebte Tergum ist jedoch seitlich weiß. Weiß ist außerdem die Bauchseite des Metasoma. Die Scheiden des Ovipositors sind apikal dunkelbraun, basal weißlich. Die Flügel sind durchsichtig, haben aber ein braunes Flügelmal mit einer etwas helleren Mitte.
Die Fühler des Holotyps haben 47 Glieder, wobei die Antennenglieder (Flagellomere) ungefähr doppelt so lang wie breit sind und das letzte Fühlerglied eine lange, babyflaschensaugerförmige Spitze hat. Die Paratypen haben Fühler mit 47 bis 50 Gliedern. Der Kopfschild (Clypeus) ist nicht geschwollen. Die mäßig großen Punktaugen liegen nahe an den Facettenaugen: ihr Abstand beträgt etwa 0,45 % des Durchmessers der seitlichen Ocelli. Der Kopf hat eine fein granulierte Oberfläche, das Occiput ist glatt und glänzend. Am oberen Teil des Gesichts befinden sich direkt unterhalb der Toruli einige Falten. Das Mesosoma ist fein granuliert, das Propodeum trägt mittig eine vollständige längs verlaufende Rille. Auch die Rille am Hinterrand des Mesoscutums ist vollständig. Das Stigma der Vorderflügel ist 4,5 Mal länger als hoch. Bei den Hinterflügeln ist keine m-cu-Querader ausgebildet. Am Metasoma sind die ersten drei Terga granuliert-runzelig, die übrigen granuliert. Mittig verläuft längs eine vollständige Rille vom ersten bis über das gesamte dritte Tergum. Die Scheiden des Ovipositors sind etwa gleich lang wie das zweite Glied der Tarsen der Hinterbeine.
Die Tiere zeigen im Wesentlichen nur bei den Beinen farbliche Variation. Die Beine der Paratypen sind im Vergleich zu denen des Holotyps etwas dunkler und/oder der Trochantellus der mittleren Beine ist seitlich verdunkelt.

### Männchen
Die Fühler der Männchen haben 44 oder 46 Glieder. Ihre Punktaugen sind größer und der Abstand der Punktaugen zu den Facettenaugen beträgt ungefähr ein Drittel des Durchmessers der seitlichen Punktaugen. Ihr erstes Tergit ist schmaler und etwa zwei Mal so lang, wie apikal breit.

### Puppe
Die Puppe ist 14,0 bis 18,7 Millimeter lang und ist mittig dunkel, rötlichbraun sowie vorne und hinten hellbraun gefärbt. Der Thorax ist schmal und runzelig. Die Puppe ist hinten hinter dem Ausschlupfloch der Imago verbreitert. Ansonsten ist ihre generelle Form lang und schlank; nach unten oder zur Seite in V-Form gekrümmt bis nahezu gerade. Das Ausschlupfloch liegt dorsal hinten, vor den Bauchbeinen. Bei einem Exemplar lag es jedoch ventral.

## Vorkommen
Typuslokalität der Art ist die Forschungsstation „Yanayacu“ in der Provinz Napo, Ecuador. Dort wurden die Typusexemplare – der Holotyp und fünf weibliche sowie sechs männliche Paratypen – in einer Malaise-Falle an Bambus im Nebelwald auf 2163 Metern Seehöhe zwischen dem 10. und 16. Juni 2010 gefangen. In den Jahren 2006 bis 2011 und 2013 wurden dort in verschiedenen Monaten weitere Exemplare mit Malaise-Fallen gefangen, außerdem wurden drei Weibchen und sechs Männchen aus Spannerraupen aufgezogen.

## Lebensweise
Die bisher bekannten Exemplare von Aleiodes shakirae entwickelten sich aus einer Spannerraupe, die an Chusquea scandens (Familie der Süßgräser (Poaceae)) lebte. Die unbekannte Schmetterlingsart wird als „palito café chusquea“ bezeichnet und wird außerdem auch von Aleiodes nubicola und Aleiodes mirandae parasitiert. Vermutlich handelte es sich bei sämtlichen gefundenen parasitierten Raupenexemplaren, die sich im zweiten und dritten Raupenstadium befanden, um dieselbe Spannerart. Von der Verpuppung bis zum Schlupf der adulten Tiere benötigten die bisher bekannten Exemplare von Aleiodes shakirae 2,5 bis 6 Wochen. Während der Puppenruhe trocknen die Puppen so unterschiedlich, dass sich der Mittelteil anders als der Rest krümmt und daraus eine charakteristische Krümmung der Puppe resultiert.

## Taxonomie, Systematik und diagnostische Merkmale
Aleiodes shakirae zählt zur circumscriptus/gastritor-Gruppe. Die V-förmigen Puppen an Spannerraupen und einige Farbmerkmale legen eine Ähnlichkeit mit Aleiodes townsendi nahe, Aleiodes shakirae unterscheidet sich von dieser Art jedoch durch den Abstand der Punkt- zu den Facettenaugen. Dieser ist etwa halb so groß wie der Durchmesser des seitlichen Ocellus, bei Aleiodes townsendi ist er etwa gleich groß. Auch sind bei Aleiodes shakirae das Metapleuron und das Metasoma am Rücken schwarz, wohingegen bei Aleiodes townsendi ersteres und das erste Tergum überwiegend weiß mit schwarzer Musterung sind; die Hüften der Hinterbeine sind basal weiß und apikal schwarz und nicht umgekehrt; die Schienen und Tarsen der Hinterbeine sind dunkler; die Sporne der hinteren Schienen sind gelblich bis honigfarben-gelb und nicht schwarz; die Struktur der ersten drei Terga des Metasoma sind granuliert-runzelig und nicht granuliert-gerillt; das Metasoma ist viel schlanker; das Stielchen ist 1,7 bis 2,0 Mal länger als es an der Spitze breit ist (1,2 Mal bei Aleiodes townsendi) und bei den Hinterflügeln ist gar keine m-cu-Querader ausgebildet.

## Belege